# Rolpä Dordže
Rolpä Dordže (1340 - 1383) byl 4. karmapa školy Karma Kagjü a učitel čínského císaře. Cestoval po Tibetu i Číně, aby šířil dharmu.
Už od dětství provázelo 4. karmapu množství zázraků. Když stál na prahu dospělosti, vydal se do Číny, aby zde mohl šířit dharmu a zároveň zde pomáhal s vystavěním mnoha klášterů. Když se vrátil do Tibetu, přijal jako zatím laického žáka Congkhapu, budoucího reformátora tibetského buddhismu a zakladatele školy Gelugpa, proslavené institucí dalajlamů.
Rolpä Dordže za svůj život složil mnoho písní a také se proslavil jako poeta. Je také vzpomínám coby autor obří thanky. Vytvořil ji podle vidění jednoho ze svých studentů, který prý viděl sto metrového Buddhu.